# Liste des cathédrales de Sheffield
Plusieurs confessions chrétiennes ont une cathédrale à Sheffield, en Angleterre au Royaume-Uni :
- la cathédrale Saint-Pierre-et-Saint-Paul se rattache à l’Église d’Angleterre ;
- la cathédrale Sainte-Marie se rattache à l’Église catholique.